# Xtreme (banda)
Xtreme es un grupo de música compuesto por Danny Mejia (Nueva York, Estados Unidos, 23 de julio de 1985) y Steven Tejada (Nueva York, Estados Unidos, 25 de noviembre de 1985). El género musical del grupo es una fusión de los ritmos dominicanos que sus componentes escuchaban en casa, principalmente bachata, con el R&B que escuchaban en las calles del Bronx. Su estilo de música se asemeja al de grupos como Aventura o Toby Love.
Desde su formación en 2003, ha cosechado un gran éxito entre la comunidad hispana de Estados Unidos, así como en otros países de Sudamérica y España.

## Historia
Xtreme se creó en 2003 bajo la discográfica SGZ Entertainment. Inicialmente, el grupo lo formaba únicamente Danny Mejia, que contaba con diecisiete años. Después de numerosas audiciones y pruebas, Steven Tejada se unió al grupo en  2004. Tanto Danny como Steven crecieron en el Bronx (Nueva York, Estados Unidos) y ambos son hijos de padres dominicanos inmigrantes. Un tercer componente formó parte del grupo en sus inicios (incluso aparece en la portada de la primera edición del disco Xtreme).
El primer éxito del grupo vino con la canción Te extraño de su primer disco We got next. Su segundo disco, Xtreme, puesto a la venta en 2004 y reeditado por la discográfica Univision Music Group en 2006,  alcanzó el número 14 en la lista Billboard Top Latin Album.
Haciendo Historia salió al mercado en 2006, y ha alcanzado el número 2 en la lista Billboard Top Latin Album. El sencillo Shorty Shorty fue el gran éxito de este disco. Otro de sus sencillos que fue un éxito es Te Tengo Aquí, que es inspirada en una relación a distancia, y de un amor casi imposible.
En 2012 el dúo se separa y Steve continúa como vocalista con el Grupo Vena creado por exintegrantes de Aventura Lenny Santos y Max Santos aka Max Agende. Steve es parte de Grupo Vena hasta 2016, cuando se va del grupo para crear su carrera como solista. 
Danny continua como solista tomando el nombre Danny-D Xtreme y sigue actuando todos los éxitos de Xtreme en vivo mundialmente. En 2016 se lanza simplemente como Danny-D y estrena su primer sencillo "Quédate un minuto más" que es parte del nuevo álbum nombrado Reborn.

## Discografía
- 2003 We Got Next (SGZ Entertainment)
- 2005 Xtreme (SGZ Entertainment)
- 2006 Haciendo Historia (Univision Music Group)
- 2007 Haciendo Historia Platinum Edition (Univision Music Group)
- 2008 Chapter Dos (Univision Music Group)
- 2009 Chapter Dos: On The Verge (Machete Music)